# Euproctis ornata
Euproctis ornata är en fjärilsart som beskrevs av Wichgraf 1921. Euproctis ornata ingår i släktet Euproctis och familjen tofsspinnare. Inga underarter finns listade i Catalogue of Life.